# کمبود فشار بخار

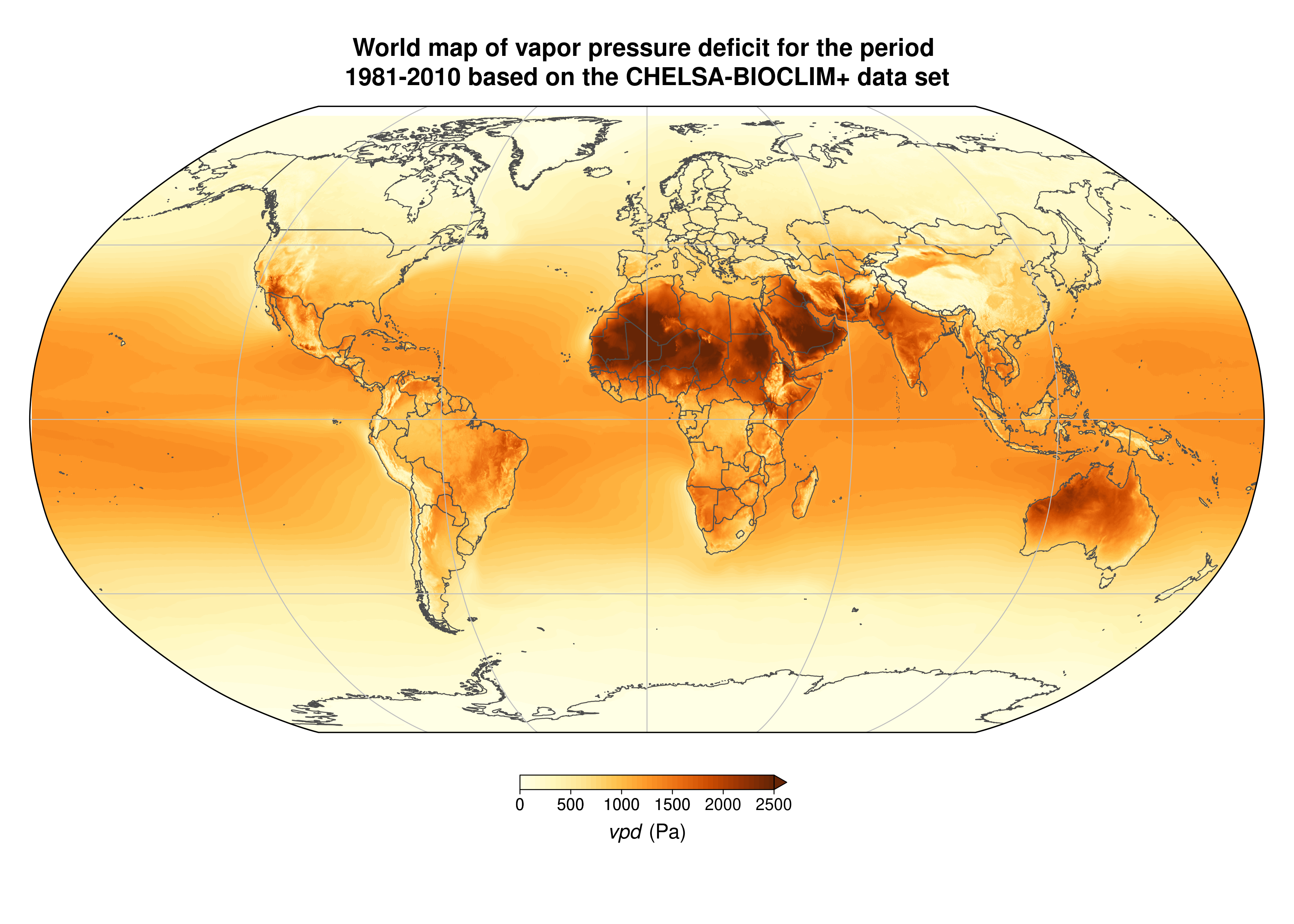
کمبود فشار بخار در جهان طی سال‌های 1981 تا 2010

کمبود فشار بخار (به انگلیسی: Vapour-pressure deficit) یا کفبا تفاوت (کمبود) بین مقدار رطوبت موجود در هوا و میزان رطوبتی است که هوا می‌تواند در خود اشباع کند. وقتی که هوا از لحاظ میزان رطوبتی که می‌تواند پذیرا باشد اشباع شد، آب متراکم می‌شود و از این رو ابر، شبنم یا لایه‌های نازک آب روی برگها شکل می‌گیرد. از این رو است که این مقدار در پرورش گیاهان در گلخانه اهمیت زیادی دارد. وقتی که لایهٔ نازکی از آب بر روی برگها شکل می‌گیرد، گیاهان بسیار بیشتر در معرض پوسیدگی و آفتهای گیاهی هستند. از سوی دیگر همان‌طور که میزان کفبا افزایش می‌یابد، گیاهان باید آب بیشتری را از ریشه‌های خود جذب کنند. از این رو قلمه‌ها ممکن است خشکیده و از بین بروند. به همین دلیل بازه مطلوب کفبا در گلخانه‌ها از ۰٫۴۵ کیلوپاسکال تا ۱٫۲۵ کیلوپاسکال است؛ ولی حدوداً ۰٫۸۵ کیلوپاسکال مطلوب‌ترین مقدار است. به شکل یک قانون کلی بیشتر گیاهان در کفبای بین ۰٫۸ تا ۰٫۹۵ کیلوپاسکال رشد می‌کنند.
در بوم‌شناسی این تفاوت بین مقدار واقعی فشار بخار اشباع و فشار بخار آب اشباع‌شده در یک دمای مشخص است. برخلاف رطوبت نسبی، کمبود فشار بخار (کفبا)، رابطهٔ ساده و تقریباً مستقیم با میزان برترادمش و مقادیر دیگر مربوط به تعرق دارد..

## محاسبه کفبا برای گیاهانِ گلخانه‌ای
برای محاسبه کفبا به دمای هوای محیط گلخانه، رطوبت نسبی و در صورت امکان به دمای هوای سایبان گیاهان نیاز داریم. سپس باید فشار اشباع را محاسبه کنیم. فشار اشباع را می‌توان در یک نمودار سایکرومتری یافت یا از معادله آرنیوس استخراج کرد که روشی برای محاسبه مستقیم از دما به شکل زیر است:
{\displaystyle vp_{\text{sat}}=e^{A/T+B+CT+DT^{2}+ET^{3}+F\ln T},}
که در آن
{\displaystyle vp_{\text{sat}}} فشار بخار اشباع در PSI است،
{\displaystyle A=-1.0440397\times 10^{4}}،
{\displaystyle B=-11.29465}،
{\displaystyle C=-2.7022355\times 10^{-2}}،
{\displaystyle D=1.289036\times 10^{-5}}،
{\displaystyle E=-2.4780681\times 10^{-9}}،
{\displaystyle F=6.5459673} ،
{\displaystyle T} دمای هوا در مقیاس رانکین است.
برای تبدیل بین رانکین و درجه فارنهایت: {\displaystyle T[{\text{R}}]=T[^{\circ }{\text{F}}]+459.67}
این فشار را برای دمای محیط و سایبان محاسبه می‌کنیم.
سپس می‌توانیم با ضرب آن در مقدار واقعی فشار نسبی بخار آب موجود در هوا را محاسبه کنیم:
{\displaystyle vp_{\text{air}}=vp_{\text{sat}}\times ({\text{relative humidity}})/100}
و در آخر با استفاده از VPD {\displaystyle vp_{\text{sat}}-vp_{\text{air}}} یا {\displaystyle vp_{\text{canopy sat}}-vp_{\text{air}}} وقتی دمای سایبان مشخص است.
{\displaystyle VPD=vp_{\text{sat}}\times (1-{\text{relative humidity}}/100)}

## اقلیم آب‌وهوایی
کفبا می‌تواند عامل محدودکننده‌ای در رشد گیاهان باشد. پیش‌بینی می‌شود که تغییرات آب‌وهوایی اهمیت کفبا را در رشد گیاه افزایش دهد و نرخ رشد را فراتر از وضعت کنونی در سرتاسر زیست‌بوم‌ها کاهش دهد.

## کاربرد در زمینه آتش‌سوزی جنگل
کمبود فشار بخار را می‌توان برای پیش‌بینی گسترش آتش‌سوزی‌ها به کار برد. چنین پیش‌بینی‌هایی ابزاری اساسی برای مهار آتش‌سوزی است.